# Francesc Cabeza
Francesc Cabeza Campillo (nacido el 27 de julio de 1981 en Sabadell, Barcelona) es un exjugador de baloncesto español. Con 2.01 metros de estatura, jugaba en la posición de alero.

## Trayectoria
Formado en las categorías inferiores del Colegio Sant Nicolau Sabadell y en el FC Barcelona, equipo en el que fue campeón de España cadete (1996) y júnior dos años seguidos (1998 y 1999). Profesionalmente jugaría en el Club Bàsquet Cornellà, Cáceres Club Baloncesto, Club Basket Bilbao Berri, Unió Bàsquet Sabadell y el Club Bàsquet Sant Josep Girona. Fue uno de los integrantes de los júnior de oro, junto con Pau Gasol, Juan Carlos Navarro, Raúl López y Felipe Reyes, que ganaron el mundial sub-19 en el año 1999 en Lisboa. Francesc era el jugador más joven de todos, y el único junto con Julio Alberto González que era júnior de primer año. Aunque no tuvo muchos minutos durante el torneo, en la gran final llegó a ser titular.